# Futbol al Iemen
El futbol és l'esport més popular al Iemen. És dirigit per l'Associació de Futbol del Iemen.

## Competicions
- Lligues:
  - Lliga iemenita de futbol[5]

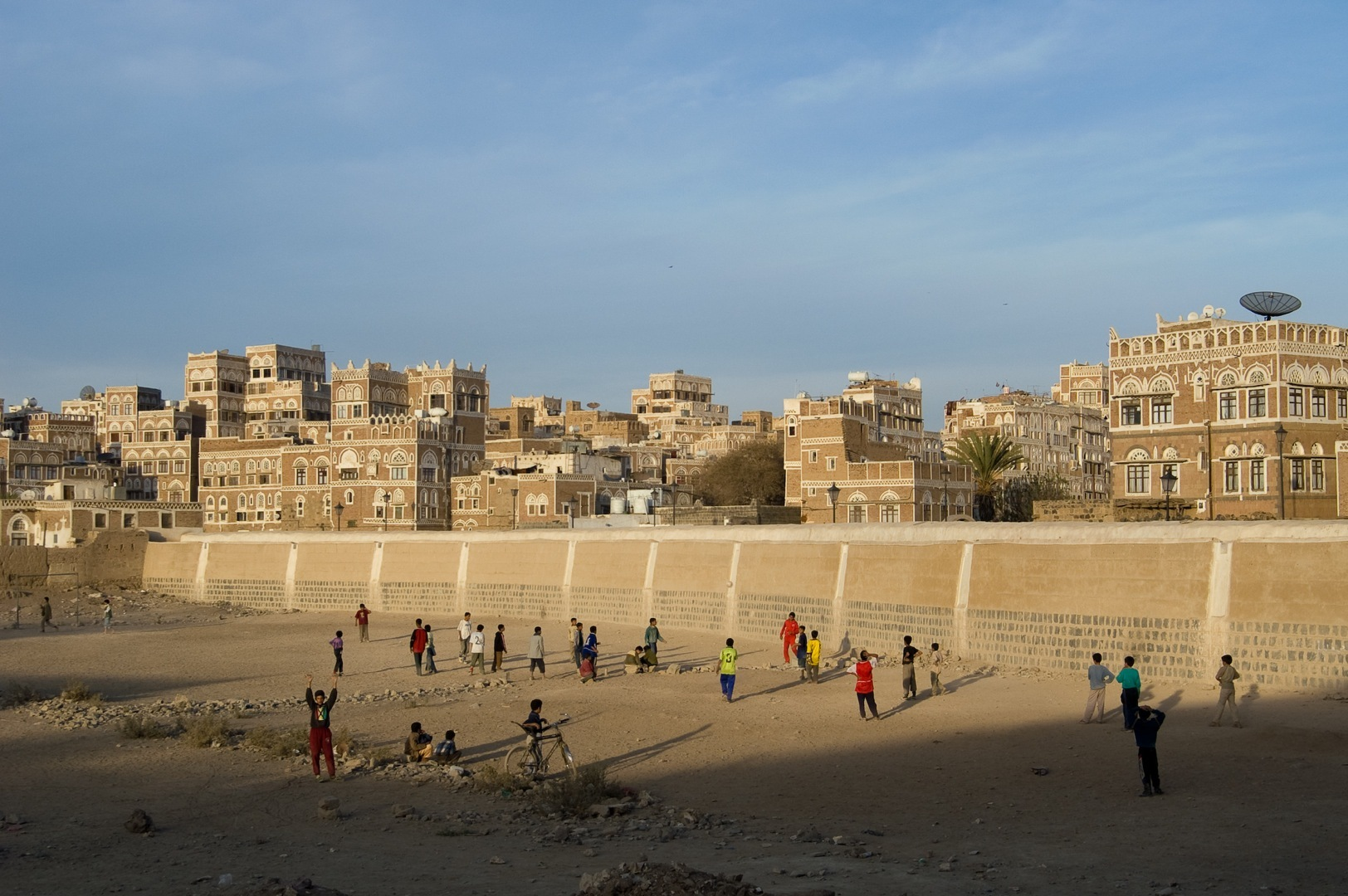
Futbol a Sanà.

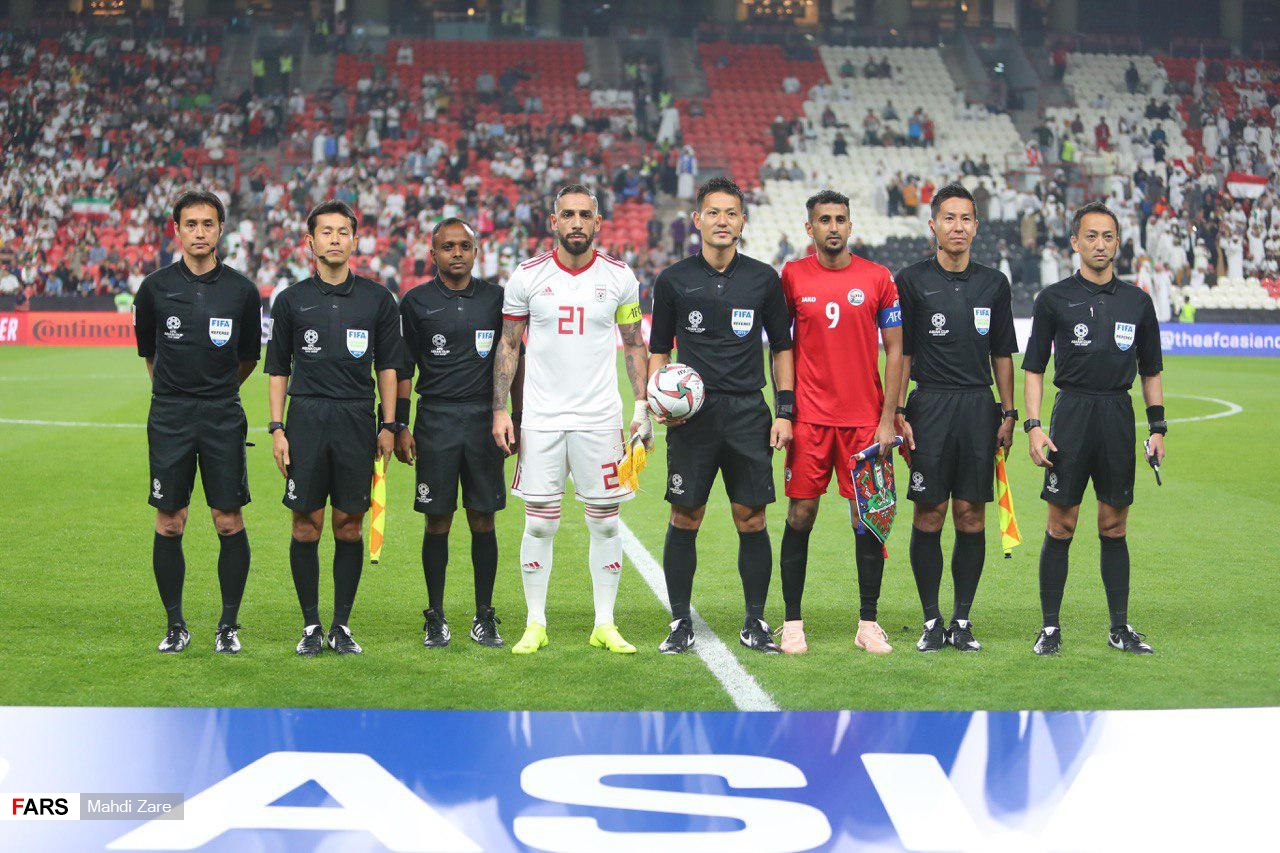
Partit entre Iran i el Iemen el 2019.

  - Lliga del Iemen del Nord de futbol (desapareguda)
  - Lliga del Iemen del Sud de futbol (desapareguda)

- Copes:
  - Copa President (Iemen)
  - Copa Unitat (Iemen)
  - Supercopa iemenita de futbol
  - Copa de la República del Iemen del Nord (desapareguda)
  - Copa del Iemen del Sud de futbol (desapareguda)

## Principals clubs
Clubs amb més títols nacionals a 2021.
- Al-Ahli Club Sanà
- Al-Tilal SC Aden
- Al-Wahda SCC Sanà
- Al-Sha'ab Ibb SCC
- Al-Saqr SC
- Al-Hilal Al-Sahili
- Al-Sha'ab Hadramaut
- Al Yarmuk SC Al Rawda
- Al-Wahda SC Aden
- Al-Oruba SCC Zabid

## Principals estadis
Font:
| # | Estadi                           | Capacitat | Ciutat   |
| - | -------------------------------- | --------- | -------- |
| 1 | Estadi Ciutat Esportiva Althawra | 30.000    | Sanà     |
| 2 | Estadi 22 de Maig                | 30.000    | Aden     |
| 3 | Estadi Internacional Al-Wihda    | 30.000    | Zinjibar |
| 4 | Estadi Ali Mohsen Al-Muraisi     | 25.000    | Sanà     |